# Mukhia-upaniṣad
El canon Muktika de 108 Upanishad (entre un total de más de 150), está encabezado por diez Mukhia Upaniṣad (‘Upanishad principales’), que son las más antiguas conocidas.
En sánscrito, mukhia significa ‘principal’. También conocidas como Dashopanishád (‘diez Upanishad’), estas diez escrituras son aceptadas como śruti (‘[escritura] revelada’) por todos los hinduistas. Posiblemente preceden a la era común
En el siglo IX el joven sabio Shankará (788-820) escribió comentarios acerca de estas diez Upanishad.

## Lista
A continuación se enumeran las diez Upanishad principales, con el correspondiente Veda al que la tradición las asocia.
El escritor hinduista Eknath Easwaran (en su traducción The Upanishads) agregó subtítulos a las Upanishad más importantes:
| N.º | Upanishad                | origen            | subtítulo                   |
| --- | ------------------------ | ----------------- | --------------------------- |
| 1   | Isha-upanishad           | Iayur-veda blanco | «La regla interior»         |
| 2   | Kena-upanishad           | Sama-veda         | «¿Quien mueve el mundo?»    |
| 3   | Katha-upanishad          | Iayur-veda negro  | «La muerte como maestro»    |
| 4   | Prasna-upanishad         | Atharva-veda      | «Aliento de vida»           |
| 5   | Mundaka-upanishad        | Atharva-veda      | «Dos modos de conocimiento» |
| 6   | Mandukia-upanishad       | Atharva-veda      | «Fases de la consciencia»   |
| 7   | Taittiriya-upanishad     | Iayurveda negro   | «De la comida al disfrute»  |
| 8   | Aitareia-upanishad       | Rig-veda          | «El microcosmos del hombre» |
| 9   | Chandoguia-upanishad     | Sama-veda         | «Canción y sacrificio»      |
| 10  | Brihadaraniaka-upanishad | Iayur-veda blanco | ?                           |

Lingüísticamente, las más antiguas de estas Upanishad —la Bṛhadāraṇyaka Upaniṣad y la Chāndogya Upaniṣad— pertenecen al periodo de los textos Bráhmana del sánscrito védico, y anteceden al gramático indio Pánini (520–460 a. C.).
Los de edad intermedia —como la Kaṭha Upaniṣad— pertenecen al periodo de los textos Sutra del sánscrito clásico tardío, siendo aproximadamente contemporáneos a la Bhagavad Gītā, que fue escrita en el periodo de la dinastía Maurya (entre el siglo IV y el II a. C.).